# 古詩十九首
古詩十九首（こしじゅうきゅうしゅ）は、中国南朝梁の昭明太子蕭統（501年 - 531年）の手による文芸集『文選』の巻二十九に収められている、作者未詳（無名氏）の19首の五言詩を指す。魏晋以降に全盛を極める五言詩の起源とされ、『詩経』『楚辞』と並ぶ古代の詩歌として、後世の文人から特に愛された。
「古詩十九首」という題は『文選』の編纂に際して仮に名付けられたもので、各詩には固有の題はなく、いつ誰が作ったかも定かでない。『玉台新詠』には19首のうち8首を前漢の枚乗の作として収めているが、これも疑わしい。定説では、後漢中期以降の知識階層に属する人々が、当時の民間歌謡であった楽府を基に創作したものであろうと目されている。楽府古辞と古詩とはテーマを共有するが、後者は言葉遣いに教養が滲んでやや堅く、原則として歌唱された形跡が見られないものを言う。

## 成立をめぐる議論
十九首の成立年代については後漢の後期とする説が有力視されているが、詳しくは分かっていない。古い俗説では、『玉台新詠』などの注に依って前漢の枚乗・李陵・蘇武らの作としているが、これらはほぼ認められていない。しかし、唐の李善『文選注』も指摘するように、一部の詩にある洛陽（後漢の都）の描写から後漢の人の作が含まれることは、多くの人が認めるところである。清の饒学斌『月午楼古詩十九首詳解』では、後漢末の党錮の禁によって辺北へ逃げた人の作ではないかと推測しているが、十九首を全て個人の作品と見なすにも無理がある。
一部の詩は既存の楽府の字句をそのまま換骨奪胎して作られており、言葉の選び方からしても知識人の作為を思わせるものである。類似する楽府は既に漢代に存在したことから、古詩十九首が民間歌謡に起源をもつことはほぼ確実であると考えられてきた（具体的には、第十五首「生年不満百」が『宋書』中の「西門行」古詞に対応するなど）。これらは特定の時期にある個人によって作られたというよりは、かなり長い時代にわたって歌い伝えられたものが蓄積して整理されたものと考えられる。
近代になって徐中舒・鈴木虎雄・梁啓超らが後漢中後期の成立とする説を唱え、これが概ね定着して今日に至っているが、21世紀に入ってから、従来の成立年代や民間起源論に挑戦する異説も唱えられている。柳川順子は、古詩の中でも陸機が擬作を残している数首の作品群を古層に位置づけ、これらを前漢末期の後宮の娯楽的空間の中で生まれてきたものとする。また木斎は後漢末の曹植による創作とする説を提示し、中国国内の文学研究に大きな波紋を呼んだ。
なお、同時代の鍾嶸による五言詩の評論書『詩品』を見る限り、『文選』が編まれた6世紀初頭には、少なくとも60首にのぼる作者未詳の「古詩」が伝わっていたようである。『玉台新詠』には、十九首と重複するもののほかに5首の古詩を採録している。南朝宋の劉鑠には、古詩30余首の擬作を作って世の評判になったとの逸話も残っており、これらもまた『文選』『玉台新詠』にその一部を見る。このほか、『文選』の基本テクストである李善注の中に引かれて断片的に残っているものなどもある。
『文選』の編者である昭明太子がその中から代表的な19首を採録したのか、すでにまとまった作品群として19首があったものを掲載したのかは定かでない。ただ、晋の陸機が漢代の「古詩」の中から14首の擬作を残したことが『詩品』に記されており、その中でも現存する12首のうち11首までが古詩十九首のものを踏まえている。このことから、『文選』に選ばれた作品群にも既に何らかの来歴があったのではないかと推測できる。

## 作品一覧
各詩には題名がないため、『文選』に振られている番号で呼ぶか、各詩の首句（第一句）をもって詩題とすることが多い。
- 行行重行行（其一）
- 青青河畔草（其二）
- 青青陵上柏（其三）
- 今日良宴会（其四）
- 西北有高楼（其五）
- 渉江采芙蓉（其六）
- 明月皎夜光（其七）
- 冉冉孤生竹（其八）
- 庭中有奇樹（其九）
- 迢迢牽牛星（其十）
- 回車駕言邁（其十一）
- 東城高且長（其十二）
- 駆車上東門（其十三）
- 去者日以疎（其十四）
- 生年不満百（其十五）
- 凜凜歳雲暮（其十六）
- 孟冬寒気至（其十七）
- 客従遠方来（其十八）
- 明月何皎皎（其十九）

## 内容
形は全て五言のみから成り、句数は短いものでは8句・長くても20句で、偶数句末に押韻するが換韻を許すものもある。主題としては、概ね3種に分類することができる。1つには行旅に出た夫と残された妻の別離をうたうもので、「行行重行行」「青青河畔草」「渉江采芙蓉」「冉冉孤生竹」「庭中有奇樹」「迢迢牽牛星」「凜凜歳雲暮」「孟冬寒気至」「客従遠方来」「明月何皎皎」がある。また1種は友情の途絶を嘆く歌で、「明月皎夜光」がこれに相当する。最後に、人生の無常に対する述懐であり、「青青陵上柏」「今日良宴会」「西北有高楼」「回車駕言邁」「東城高且長」「駆車上東門」「去者日以疎」「生年不満百」の8首にのぼる。
『詩品』において「其の体の源は国風より出づ」と評するように、十九首は古代の民謡集である『詩経』国風篇と同じく個人的な悲哀の文学であり、したがって長大な叙事詩とは異なり全てが短詩である。しかし、漢代のこれらの詩に至って初めて顕著に見られるようになるのは、時間の推移に対する感性である。吉川幸次郎は、人間が時間の上に生きることを意識することで生まれる悲哀の感情、すなわち「推移の悲哀」が十九首に通底すると述べている。例えば第一首「行行重行行」・第七首「明月皎夜光」に代表されるような、互いに思慕しつつ遠く離れた人々の悲しみや友情・愛情に破れた人々の悲しみは、不幸の上にあるという自覚、あるいは幸福を喪失したという自覚の表出として理解できる。
| 第一首（抄出） |                                |
| 行行重行行     | 行き行きて重ねて行き行く       |
| 与君生別離     | 君と生きながら別離す           |
| 相去万余里     | 相去ること万余里               |
| 各在天一涯     | 各天の一涯に在り               |
| 道路阻且長     | 道路阻たりて且つ長し           |
| 会面安可知     | 面を会わすこと安んぞ知る可けん |
| 胡馬依北風     | 胡馬は北風に依り               |
| 越鳥巣南枝     | 越鳥は南枝に巣くう             |

| 第七首（抄出） |                          |
| 昔我同門友     | 昔の我が同門の友         |
| 高挙振六翮     | 高挙して六翮を振るう     |
| 不念携手好     | 手を携えし好を念わず     |
| 棄我如遺跡     | 我を棄つること遺跡の如し |
| 南箕北有斗     | 南には箕 北には斗有り    |
| 牽牛不負軛     | 牽牛は軛を負わず         |
| 良無磐石固     | 良に磐石の固き無くんば   |
| 虚名復何益     | 虚名 復た何か益せん      |

幸福な状態から不幸への推移という悲観的抒情は、これらの古詩に始まって魏晋南北朝期を貫く基調的な感情となる。第七首に「磐石の固き無くんば　虚名復た何か益せん」とあるように、これらの詩の中で繰り返されるのは、時間とともに朽ちることなき誠実な人間関係への希求である。
しかし、人生の最後には決して抗うことのできない不幸としての死が待ち構えている。十九首の中には、死に至ることの無常を詠んだ一群も存在するが、こうした悲哀の感情は、典型的には世俗的な快楽への没入として昇華される。このような無常感から発するデカダンスは楽府の古辞の中にも見られ、やはり少なくとも漢魏以前の文学には見られなかった傾向である。
| 第十五首（抄出） |                                |
| 生年不満百       | 生年 百に満たざるに            |
| 常懐千歳憂       | 常に千歳の憂いを懐く           |
| 昼短苦夜長       | 昼は短くして夜の長きに苦しむ   |
| 何不秉燭遊       | 何ぞ燭を秉りて遊ばざる         |
| 為楽当及時       | 楽しみを為すは当に時に及ぶべし |
| 何能待来茲       | 何ぞ能く来茲を待たん           |

以上のような思潮的傾向は、おおよそ後漢末期の社会状況や思潮と結び付けると理解がしやすい。政治的背景には、外戚の専横による政治的混乱と武帝以来の礼教思想に基づく朝廷の保守的な体制に対する、知識人たちの鬱々たる感情があった。朝廷に仕える者は、時の権力者に逆らえば往々にして殺されるところとなり、「明哲保身」を知って何もせずにおるほかなかったのである。老荘思想が流行して「隠逸の士」が現れるようになったのもこのころであった。後世多くの研究者が成立年代を後漢末に比定してきたのも、こうした社会的背景を汲んでのことである。

## 後世への影響

### 五言詩の発達と十九首
『詩経』を権威とする古来の儒教文学においては、四言詩が正式な文体とされてきた。梁代の文学理論書『文心雕龍』に「辞人の遺翰に五言を見る莫し」と言うように、前漢においては文人による五言詩の創作は見られない。しかし、整然たる形式の詩とは言えないまでも、古くは武帝の時代の古楽府「北方有佳人」に五言句の興りを見ることができる。武帝は役所として楽府を創設して民間歌謡の収集・編曲に努め、その中に十九首のうちの数篇を含む最古の五言詩群の原型が成立するに至ったと考えられる。
とはいえ、長短句の入り混じる漢代の古楽府において五言句はわずかな句数を占めるにすぎず、完全な五言句のみで構成される作品の成立には古詩十九首の出現を待たねばならなかった。詩よりも賦が文学の中心を占めた漢代から、のちに五言詩が中国文学の本流となるまでに成長した背景には、この詩群の影響は見逃せないものがある。これを評して明の王世貞は「千古五言の祖」と述べている。
後漢になると、民間に興った楽府の形式を模倣して、班固「詠史詩」や張衡「同声歌」など知識人の手による五言詩が作られるようになる。しかし当時の五言詩は第二芸術の位置に留まっており、創作も個人の閉鎖的な場で行われていたがゆえに、その詩的成熟には限界があった。むしろその発展は民間において甚だしく、これらを古詩の形に昇華させたのが、名の知れぬ漢代の詩人たちであった。
やがて後漢末に至って曹操らの詩壇が開かれると文人たちが競って詩の創作に励み、建安文学が花開くが、その時に参照されたのは古詩の系列であった。漢末という時代の転換期にあって、かつての辞賦のような物々しい宮廷文学は既に新鮮味を失い、新たな抒情の表出の手段として五言詩が歓迎されたのである。
抒情詩研究の大家であった高友工によれば、古詩十九首は特定の受け手を対象としない「自省的抒情」の起源と見ることができ、楽府から古詩への移行は、外向きの演芸としての芸術から内向的な抒情芸術へと意識が移っていく局面を反映している。こうした面から十九首は、単に五言詩の祖であるのみならず、漢代から六朝期に至る詩歌の発展の歴史における一つの転換点であったとも評されている。

### 典故・伝説
古詩十九首は古代の人々の素朴な感情を歌い上げ、新鮮な作風かつ高度な芸術性を備えているとされ、後世の評価は非常に高い。『文心雕龍』には古詩十九首を「五言の冠冕（首位）」と評するほか、同じく梁の鍾嶸の『詩品』でもこれらの詩群を筆頭に掲げ、また評して「心を驚かし魄を動かす、幾（ほと）んど一字千金と謂ふべし」と述べる。
陸機以来、陶淵明・江淹・鮑照・李白・韋応物・洪适など後世に多くの擬作（擬古）があるほか、古来駢儷体の名文として知られる李白の「春夜宴桃李園序」を初めとして、典故も枚挙に暇がない。『文選』に親しんだ日本文学にもその影響は大きく、例えば「去る者は日々に疎し」という諺の直接の由来である『徒然草』第三十段は、第十四首「去者日以疎（去る者は日を以て疎なり）」を踏まえている。
第十首の「迢迢牽牛星」はまた、七夕の織姫・彦星伝説の起源の1つとしても知られている。牽牛星・織女星の名は既に『詩経』の小雅・大東の中に見えているが、この星々の位置関係を恋愛物語に仕立てた記述は、この歌が最古である。ただしこの詩の中では七夕の夜の逢瀬については触れておらず、今日に伝わる形で記録されるのは6世紀の『荊楚歳時記』等においてである。